# Georges Folmer
Ne doit pas être confondu avec George Follmer.
Pour les articles homonymes, voir Folmer.
 (octobre 2019).
 (octobre 2019).
Si vous disposez d'ouvrages ou d'articles de référence ou si vous connaissez des sites web de qualité traitant du thème abordé ici, merci de compléter l'article en donnant les références utiles à sa vérifiabilité et en les liant à la section « Notes et références ».
Georges Folmer né le 19 novembre 1895 à Nancy, Meurthe-et-Moselle et mort le 4 janvier 1977 à Neumühl en Allemagne est un peintre, sculpteur et théoricien de l'art, de nationalité française.

## Biographie

### Une formation académique et pluridisciplinaire
Né en 1895 à Nancy, Georges Folmer entre à l’École des Beaux-Arts de Nancy à l’âge de 15 ans. Il y suit un enseignement pluridisciplinaire : dessin, peinture, sculpture, gravure sur bois et sur cuivre, architecture. Mais en 1914, il est fait prisonnier civil en Allemagne au camp de Holzminden jusqu’en 1917, il est libéré sous condition à Genève où il terminera ses études à l’École des Beaux-Arts. De retour en France, il est mobilisé et envoyé en Algérie puis en Tunisie. Il y découvre la puissance de la lumière, la force des couleurs, comme en témoignent les nombreuses aquarelles qu’il réalise. De 1918 à 1927, il expose régulièrement ses œuvres à Nancy, dans les galeries Mosser et Majorelle ainsi qu’à la Société Lorraine des Amis des Arts. En 1927, Folmer est invité pour sa première exposition personnelle muséale au Musée de Mulhouse. 

### Un parcours initiatique chez le Nabi Henri-Gabriel Ibels
À Paris où Georges Folmer s’installe en 1919, il est engagé par Henri-Gabriel Ibels, proche de Vuillard et de Maurice Denis, pour dessiner dans son atelier théâtral les costumes des acteurs. Folmer modernise sa  manière figurative en stylisant les formes et en faisant sien les principes du cubisme. Il dessine et peint alors ses premières œuvres d’influence cubiste, souvent inspirées de l’univers du théâtre ou du cirque. Ses compositions sont fondées sur des calculs mathématiques, suivant une approche qui l’apparente aux artistes de la Section d’Or de 1912 (Jacques Villon, Louis Marcoussis, André Lhote). Ses œuvres, qui sont notamment remarquées lors de leurs expositions aux galeries Majorelle et Mosser à Nancy, feront l’objet d’acquisitions de la part de l’État entre 1920 et 1925.
Cette époque est par ailleurs marquée par sa rencontre avec Nelly, une styliste de mode anglaise dont il aura un premier enfant, son fils Michel (1925-1986).

### Rencontre avec les avant-gardes abstraits
En 1926, Georges Folmer fait une rencontre décisive, celle de Félix Del Marle, qui comptait alors parmi les rares adeptes en France de la doctrine du néo-plasticisme de Mondrian. La revue Vouloir, dont Del Marle était le rédacteur en chef, familiarise Folmer avec les théories esthétiques du Stijl, du Bauhaus et des constructivistes russes, et le sensibilise notamment à la question de l’intégration de la peinture et de la sculpture à l’architecture. Il enrichit également sa connaissance de l’art abstrait auprès d’Auguste Herbin qui préside Abstraction-Création, association créée dans la lignée de Cercle et Carré pour défendre l’art abstrait. S’il ne renonce pas immédiatement à la non-figuration, Folmer oriente sa peinture vers une certaine épuration des formes et en accentue le caractère géométrique. Avec son ami mathématicien et artiste Dimitri Viener, élève de Matila Ghyka, il approfondit ses recherches sur le Nombre d’Or. L’artiste souhaite ainsi atteindre l’harmonie du monde, la beauté pure et se rapprocher des lois de l’univers.
Dans ses notes intimes, Folmer indique qu’il puise une partie de sa création dans sa « bibliothèque », Péguy pour la poésie qui cherche à maîtriser l’inconnu, Nietzsche pour la philosophie qui introduit pour l’artiste le doute radical, et de citer sa pensée : « Il fallait démythifier toute vérité pour montrer le pouvoir d’invention de l’homme. »
Folmer s’installe dans l’atelier de la rue Montauban en 1935, à « La Ruche », dans le « coin des princes ». Il fréquente également Gleizes, Delaunay, et Gorin, son fidèle ami, artistes préoccupés d’appliquer leurs recherches à l’art mural et qui lui font prendre conscience de l’importance d’une collaboration entre peintre et architecte. Aux côtés de ces derniers, Folmer participe en 1935 au premier Salon de l’Art Mural, et emprunte ainsi la voie qui le conduit à peindre une fresque pour le pavillon de la Ville de Paris lors de l’Exposition internationale de 1937. L’artiste exécute « Jupiter lançant la foudre » qui, en accord avec la commande se doit d’être classique, figurative, mais aussi très stylisée et de réminiscence cubiste. 
Sur le plan personnel, Folmer fait la rencontre de sa deuxième épouse, Renée, chez le peintre Flore David, violoniste soliste au talent très prometteur. Malheureusement, des problèmes de santé l’obligèrent à renoncer à poursuivre sa carrière dans cette voie. De leur union naîtra en 1945 leur fille, Catherine.

### Vers l’abstraction: dessins, encres monotypes et bois polychromes
À partir de 1935, l’œuvre graphique de Georges Folmer témoigne de l’abandon du sujet, dans des réalisations exécutées dans un premier temps au crayon et au fusain, puis à la sanguine et à l’encre noire.
Ses premières œuvres abstraites, les encres monotypes, sont exécutées par superposition d’encres  appliquées avec des brosses et des rouleaux fabriqués par ses soins. Certaines seront enrichies d’un peu de matière, comme du sable et des coquilles d’œufs pilées. Son style oscille entre des compositions aux accents lyriques et d’autres d’esprit plus géométrique, avec notamment l’introduction de couleurs primaires par des aplats de gouache. Ces premiers pas vers l’abstraction se lisent à nouveau dans quelques huiles sur toiles dont il évacue à partir de 1942-1944, toute réminiscence figurative.
L’artiste confirme également son engagement dans la voie de l’abstraction en créant de magnifiques sculptures en bois polychromes : « Ni modelés, ni sculptés », ce sont des volumes géométriques à pans colorés assemblés entre eux avec une recherche d’équilibre et de dynamisme. Le caractère unique de ces œuvres fut souligné par Michel Seuphor qui, en 1987, avait écrit à leur sujet : « ces œuvres sont parmi les plus belles que j’ai pu connaître du constructivisme à trois dimensions. Je n’avais jamais vu une aussi belle alliance du bois et de la couleur ».  

### Le Salon des Réalités Nouvelles, le Groupe Espace et le Groupe Mesure
En 1947, Georges Folmer marque son entrée sur la scène abstraite parisienne en participant au deuxième Salon des Réalités Nouvelles. Fondé par Frédo Sidès, ce salon, qui se tient annuellement au Musée des Beaux-Arts de la Ville de Paris, a pour particularité d’être exclusivement consacré à l’art abstrait. Son comité est constitué de proches de Folmer avec Auguste Herbin pour Vice-Président, Félix Del Marle pour Secrétaire Général et pour membres Sonia Delaunay, Albert Gleizes, Jean Gorin et Anton Pevsner. Folmer y exposera régulièrement jusqu’en 1972 et il y présentera dès 1947 ses toiles géométriques et ses constructions spatiales. À l’occasion du salon de 1947, le Musée d’Art Moderne de la Ville de Paris fera l’acquisition de « Symphonie Harmonique » (1940-1942), œuvre poétique qui témoigne de cette création rationnelle, du « chemin tout droit », selon Serge Lemoine, qui a mené Georges Folmer à l’abstraction géométrique.
Dès 1949, Georges Folmer et ses amis artistes Del Marle, Gorin, Servanes, ou bien encore Schöffer et Warb, se réunissent régulièrement dans un café situé boulevard Saint-Michel, la Boule d’Or, pour débattre de la question de la Synthèse des Arts, soit de l’intégration des arts plastiques dans la vie quotidienne et l’environnement architectural. Ils en diffusent les principes au Salon des Réalités Nouvelles ainsi que dans le cadre du groupe Espace créé en octobre 1951 par Del Marle et Bloc afin de favoriser la collaboration entre artistes, plasticiens, ingénieurs, architectes et designers. Folmer, qui signe le Manifeste fondateur du groupe, participe à un projet de polychromie pour le mobilier de chambres d’étudiants pour « La maison de la Tunisie » à la Cité Universitaire de Paris dirigé par Jean Sebag (1952). Comme l’explique l’artiste, par « suite de susceptibilités, prétentions ou autre autres raisons plus ou moins valables », le projet n’aboutit pas. Folmer démissionne du groupe Espace en 1956 face à l’incapacité de cette organisation à conduire à terme des réalisations accomplissant une vraie synthèse des arts.
Les années 1950 correspondent à une période où Georges Folmer a affirmé son ralliement au courant de l’abstraction géométrique. Ses tableaux, savamment élaborés, présentent des constructions géométriques et élégantes de plages de couleurs, posées par larges aplats (« Triade », 1951). Dans le jeu des droites, des surfaces et des diagonales, l’artiste témoigne d’une attention portée aux contrastes de formes et à l’expression du rythme. À travers sa très belle série d’œuvres dites « Mallarméennes », il exprime son désir d’allier à la force des mots celle des formes et des couleurs pures (« Et tout à coup le soleil frappe la nudité », « J’ai trouvé dans le mur de toile une fenêtre »). Folmer pensait comme Mallarmé qu’il fallait inventer un nouveau moyen d’investigation dans sa quête de l’absolu. Selon le critique René Massat, Folmer réalise ainsi « une fusion de l’abstraction poétique et plastique ». Le peintre bénéficie de deux expositions personnelles et successives chez Colette Allendy, une des rares galeries impliquée dans la défense de l’abstraction, en 1951 et 1952. 
Georges Folmer s’implique aussi de manière accrue dans la vie et l’organisation du Salon des Réalités Nouvelles. En 1953, Herbin le charge de superviser l’accrochage des artistes géométriques. En 1956, après le départ de ce dernier, Folmer est nommé Secrétaire Général du Salon. Son action principale visera à lutter contre une continuelle mise à l’écart des artistes géométriques par les tachistes et les informels. Mission délicate qui incita Folmer à s’impliquer en dehors du Salon des Réalités Nouvelles : ainsi, Folmer fonde et préside en 1961 le Groupe Mesure, qui rassemblera Gorin (Vice-Président), et les artistes Breuer, Cairoli, Cieslarczyck, Descombin, Guéret, Nemours, Peire, Pellerin, Thépot, Cahn et Eyborg. L’objectif du groupe est d’« organiser des expositions d’œuvres d’art non figuratives, sous toutes leurs formes, notamment en liaison avec l’architecture ». Le programme de Mesure, dans la filiation du groupe Espace, insiste aussi sur une collaboration étroite entre peintres, sculpteurs et architectes : « Le Groupe Mesure se propose à nouveau de parvenir à cette synthèse des Arts, dont la nécessité s’affirme s’en être satisfaite. Le Groupe Mesure vous offre ses possibilités (…). Le Groupe Mesure a le dynamisme de sa jeune fondation et reste convaincu qu’une liaison entre les architectes et ses membres peut apporter une orientation nouvelle dans l’esthétique du bâtiment ». Si Mesure connaît un succès d’estime en Allemagne (un cycle d’expositions itinérantes a lieu à Francfort, Bielefeld, Witten, Kaiserslautern), il ne suscite pas le même intérêt en France où une seule exposition a eu lieu, en 1961 au Musée des Beaux-Arts de Rennes. Ainsi, face à la difficulté d’œuvrer pour la diffusion et la reconnaissance de l’art construit et de l’abstraction géométrique en France, le Groupe Mesure se dissout en 1965. 

### Les dernières années: reconnaissance et isolement
Durant ces années, Georges Folmer bénéficie de deux grandes expositions personnelles à Paris : l’une à la galerie Hautefeuille dirigée par Hélène Pillement, l’autre chez Raymonde Cazenave en 1965 où il présente ses travaux cinétiques d’un type nouveau, les roto-peintures et les tableaux-reliefs. En 1967, Folmer organise avec Denise René une exposition de groupe importante à Toulouse. Il travaille des cartons de mosaïque et en réalise dans des bâtiments à Paris, Alfortville et Metz. L’exécution est faite par Mélano, Guardili et Leoni, ses voisins de « La Ruche » et mosaïstes de Léger et Chagall.
En 1968, il démissionne de ses fonctions au Salon des Réalités Nouvelles pour raisons de santé. Exproprié de son atelier de la Ruche voué à être détruit, Folmer s’établit sur les bords du Rhin, en Allemagne. Là, il travaille les encres monotypes, des nouveaux cartons de mosaïques et des maquettes cinétiques. En 1969, il expose ses dessins chez Landwerlin à Strasbourg.
En 1973, le Salon des Réalités Nouvelles organise son Jubilé et la préface du catalogue est signée par Roger V. Gindertael. Le musée d’art moderne de la Ville de Paris acquiert trois séries d’œuvres de 1971 à 1973 : « Que la vitre soit l’Art », « Appel 1958 » et « J’ai de mon rêve épars connu la nudité ».
Le 4 janvier 1977, Georges Folmer meurt à Kehl Neumühl en Allemagne.

## Fonctions
- 1964 : Membre de l’AFCC (Association Française des Coloristes-Conseils)
- 1960 : Fondateur du Groupe Mesure dont il est élu Président
- 1959 : Consultant au sein de l’AFCC
- 1956 : Secrétaire Général du Salon des Réalités Nouvelles
- 1952 : Responsable de la Section Géométrique du Salon des Réalités Nouvelles

## Témoignages
- Bernard Dorival (1914-2003), vice-conservateur aux côtés de Jean Cassou en 1947 puis conservateur du Musée d’Art Moderne de la Ville de Paris, en 1967 : « L’Art de Folmer a sa place dans le grand concert de l’Abstraction géométrique (…) caressant et éclatant tout ensemble. »[17]. « J’accepte bien volontiers d’être Membre d’Honneur du Comité de l’Association des Amis de Folmer. Je suis sûr qu’elle fera un excellent travail et c’est une grande satisfaction pour moi d’y être un tant soit peu associé. »[18]

- Michel Seuphor (1901-1999), critique, écrivain et artiste : « (…) Personnellement j’ai toujours apprécié l’effort trop isolé de Folmer dans la sphère constructiviste. L’organisation, sous son égide, de la salle des mouvements géométriques dans le cadre des Réalités Nouvelles, parfois dans l’indifférence générale, était un acte courageux et j’ai alors souvent admiré sa ténacité (…) la qualité de son œuvre qui, de toute évidence, a sa place dans le domaine constructiviste. Une place même, à mon avis, très éminente par ses sculptures en bois polychromé. Ces œuvres sont parmi les plus belles que j’ai pu connaître du constructivisme à trois dimensions. Je n’avais jamais vu une aussi belle alliance du bois et de la couleur. Elles doivent trouver place et protection dans les musées. »[5]. « Folmer est un tenace constructeur, l’un des piliers moraux du Salon des Réalités Nouvelles. »[19]

- Serge Lemoine, conservateur en chef du Musée de Grenoble (1986-2001), puis président du Musée d’Orsay jusqu’en 2008. En tant que Professeur émérite à Paris IV Sorbonne, il y dirige les études de Carine Florentin sur Folmer de 1989 à 1997. Il considère que Folmer « se situe dans la lignée d’Herbin » et « fait partie du premier cercle d’Herbin, il en est un de ses meilleurs représentants ». « Georges Folmer s’est préoccupé activement de la question de la synthèse des Arts (…). On a reconnu le chemin parcouru par Georges Folmer, qui l’a conduit du cubisme à l’Art abstrait le plus rigoureux, en passant par une incursion logique dans le domaine du cinétisme : il s’agit d’un chemin tout droit. »[7]

- Laurence Imbernon, conservatrice d'art moderne et contemporain au Musée des Beaux-Arts de Rennes et auteur :
  - Georges Folmer, 1895-1977 : Catalogue raisonné, vol. IV, 2015 ;
  - Georges Folmer, catalogue des expositions Waterhouse & Dodd New York, TEFAF Maastricht et Waterhouse & Dodd Londres, 2012 ;
  - Du Nombre d’Or à l’Abstraction géométrique, catalogue de l’exposition à La Galerie Georges Gour, Paris, 2011 ;
  - Georges Folmer : son chemin vers l’abstraction, catalogue de la rétrospective du Musée des Beaux-Arts, Rennes, 2010.
- Carine Florentin, Docteur en Histoire de l’Art (thèse de doctorat sur le catalogue raisonné de l’œuvre peint et sculpté de Folmer en 1997), DEA et Maîtrise d’Histoire de l’Art sur le Groupe Mesure fondé par Folmer, Paris IV Sorbonne, et auteur :
  - Georges Folmer : l’Esprit de géométrie dans le cheminement de son œuvre, catalogue de l’exposition à l’OMPI, Genève, Suisse, 2010 ;
  - Georges Folmer 1895-1977, catalogue de l’exposition au Musée des Beaux-Arts, Rennes, 2010 ;
  - Georges Folmer 1895-1977: A Retrospective, catalogue de l’exposition à la galerie Waterhouse & Dodd, Londres, Royaume-Uni, 2008 ;
  - Georges Folmer (1895-1977) : catalogue raisonné des peintures et des sculptures, thèse de doctorat d’Histoire de l’Art sous la direction du Professeur Serge Lemoine, Université de Paris IV Sorbonne, mars 1997 ;
  - Folmer et le Groupe Mesure, thèse de maîtrise sous la direction du Professeur Serge Lemoine, Université de Paris IV Sorbonne, 1997 ;
  - Folmer et l'abstraction géométrique , catalogue de l’exposition au Musée des Beaux-Arts, Nancy, 1993.
- Domitille d’Orgeval, Docteur en Histoire de l’Art, Paris IV Sorbonne, et auteur :
  - Georges Folmer 1895-1977, catalogue de l’exposition au Musée des Beaux-Arts de Rennes, 2010 ;
  - Groupe Espace | Groupe Mesure : L’esthétique constructiviste de 1951 à 1970, une aventure du XXèmesiècle, catalogue de l’exposition à la Galerie Drouart, Paris, 2009-2010[20] ;
  - Le Salon des Réalités Nouvelles. Les années décisives : des origines (1939) à son avènement (1946-1948), thèse de doctorat sous la direction du Professeur Serge Lemoine, Université Paris IV Sorbonne, décembre 2008 ;
  - Abstraction, création, art concret, art non figuratif, Réalités Nouvelles de 1946 à 1965, catalogue de l’exposition à la Galerie Drouart, Paris, 2008-2009[9] ;
  - Réalités nouvelles, 1946-1955, catalogue de l’exposition à la Galerie Drouart, Paris, 2006-2007[21].